# Jens Doberschütz
Jens Doberschütz, född den 5 oktober 1957 i Dresden i Tyskland, är en östtysk roddare.
Han tog OS-guld i åtta med styrman i samband med de olympiska roddtävlingarna 1980 i Moskva.